# Гомбеде-Кавус
Гомбеде-Кавус (Гомбеде-Кабус, Гунбеде-Кабус, Гонбад-э-Габус; Гомбадэ-Кавус, перс. گنبد کابوس‎ - гомба́д-е кабу́с - купол приведения) — город в северо-восточном Иране, в провинции Голестан. Расположен в бассейне реки Горган, на высоте 52 метров над уровнем моря. На 2006 год население составляло 127 167 человек. Основное занятие горожан — субтропическое сельское хозяйство, ковроткачество и скотоводство.

## Достопримечательности
Город получил нынешнее название благодаря сохранившейся 55-метровой кирпичной башне времён Зияридов. Башня была возведена около 1006 года как гробница султанов прикаспийского Ирана. В 2012 году занесена в перечень всемирного наследия ЮНЕСКО.
С древнейших времён город также выполнял важные защитные функции. Через него проходила Великая горганская стена длиной 155 км, защищавшая Иран от кочевников с Туранской равнины. Окрестности города тем не менее были заселены тюрками между XII—XV веками нашей эры. До конца XX века подавляющую часть населения города составляли иранские туркмены, в последнее время подвергающиеся постепенной ассимиляции в персоязычной среде.